# Acción Democratico Nacional
De Acción Democratico Nacional (ADN) is een voormalige politieke partij op Aruba, die tussen 1985 en 2001 actief was. De partij gebruikte de kleur blauw. De partij werd in 1985 opgericht als plattelandspartij door voormalige politici van de Movimiento Electoral di Pueblo.
Tussen 1985 en 1987 was John Booi partijvoorzitter en lijstaanvoerder. De partij behaalde bij de verkiezingen van de Staten van Aruba in 1985 twee zetels (uit een totaal van 21) en vormde onderdeel van de coalitie voor de kabinetten tussen 1986 en 1994 (de kabinetten Henny Eman I, Oduber I, Oduber II). Bij de verkiezingen van 1989 en in 1993 behaalde de partij nog 1 zetel met Pedro Bislip en later Charro Kelly. Bij de verkiezingen van 1994 verdween ADN uit de Staten. In dat jaar koos de partij ervoor niet deel te nemen aan de statenverkiezingen. Bij de verkiezingen in 1997 en 2001 behaalde de partij onvoldoende stemmen voor een statenzetel. Hierna werd de partij inactief en trok partijleider Charro Kelly zich terug uit de politiek.